# Francesco Pocchiari
Francesco Pocchiari (Melfi, 25 giugno 1924 – Roma, 2 gennaio 1989) è stato un chimico e farmacologo italiano, ricercatore in microbiologia e chimica biologica.

## Biografia
Conseguita la laurea in chimica all'università di Roma, nel 1950 entra nel Laboratorio di Microbiologia Chimica dell'Istituto Superiore di Sanità, assieme a Ernst Boris Chain. Nel 1954 si laurea anche in farmacia; due anni dopo, diviene docente di biochimica applicata alla "Sapienza" di Roma ed insegna anche presso gli atenei di Bologna e Bari. Nel 1969, riceve l'incarico di direttore del laboratorio di chimica biologica dell'Istituto Superiore di Sanità e nel 1971 diventa direttore dell'istituto, carica che manterrà fino alla morte.
Ha collaborato anche con Rita Levi Montalcini che, assieme a Pocchiari, ha svolto ricerche fondamentali per garantirle il premio Nobel. Scrive, inoltre, articoli per riviste mediche quali Brain Research, Biochemical Journal, Lancet, Nature ed è membro di comitati scientifici italiani e internazionali come il Comitato Esecutivo dell'OMS di Ginevra e il Consiglio Europeo per la Ricerca Medica di Strasburgo. Dopo la sua morte, gli è stata dedicata l'Aula Magna dell'Istituto Superiore di Sanità.